# فيكتور مارتينيز (محامي)
فيكتور مارتينيز (بالإسبانية: Víctor Hipólito Martínez )‏ (و. 1924 – 2017 م) هو محامي، وسياسي أرجنتيني، ولد في قرطبة، توفي عن عمر يناهز 93 عاماً، بسبب ذات الرئة.

## مناصب
تولى منصب نائب رئيس الأرجنتين ‏ (10 ديسمبر 1983–8 يوليو 1989)
.

## التعليم
تعلم في جامعة قرطبة الوطنية
.
| المناصب السياسية   | المناصب السياسية                                   | المناصب السياسية    |
| ------------------ | -------------------------------------------------- | ------------------- |
| سبقه إيزابيل بيرون | نائب رئيس الأرجنتين ‏ 10 ديسمبر 1983 - 8 يوليو 1989 | تبعه إدواردو دوالده |